# Callum Skinner
Callum Skinner (Glasgow, 20 de agosto de 1992) é um ciclista britânico especializado em provas de pista. Ele ganhou a medalha de prata na velocidade individual durante os Jogos Olímpicos de 2016 e foi membro da equipe britânica que ganhou o ouro na prova por equipes.

## Carreira
Skinner representou a Escócia na prova de velocidade por equipes nos Jogos da Commonwealth de 2010, em Délhi, terminando em quarto lugar. Ele não pode competir nos Jogos Olímpicos de 2012, em Londres, devido a um caroço no pescoço descoberto no final de 2011, que inicialmente os médicos pensavam ser um linfoma. Mais tarde, porém, as biópsias provaram que o nódulo não era cancerígeno, mas o trauma fez com que ele se retirasse por um tempo do esporte.
Em 2014 ele retornou mais uma vez representando a Escócia nos Jogos da Commonwealth. Se destacou no Campeonato Nacional Britânico de Pista de 2014, ganhando quatro títulos em provas de velocidade. Em outubro de 2014, ele se tornou campeão europeu no contrarrelógio de 1 km.
Em janeiro de 2016, Skinner esteve na equipe que conquistou o título geral do sprint masculino na Copa do Mundo de Ciclismo de Pista da UCI, em Hong Kong. Em março, ele terminou em oitavo na velocidade individual durante o Campeonato Mundial de Ciclismo de Pista, em Londres.
Disputou sua primeira Olimpíada nos Jogos do Rio, fazendo parte da equipe que ganhou o ouro na velocidade masculina, juntamente com Philip Hindes e Jason Kenny, onde estabeleceram o recorde olímpico de 42.440 na final contra a Nova Zelândia. Na disputa individual ele foi medalhista de prata, derrotado na bateria derradeira por Kenny em uma final totalmente britânica.
Em 2018 conquistou a medalha de bronze na prova de contrarrelógio de 1 km nos Jogos da Commonwealth, em Gold Coast, Austrália.